# Ura (južnovanuatski jezik)
Ura jezik (ISO 639-3: uur), izumrli gotovo izumrli austronezijski jezik uže južnovanuatske skupine, kojim govori još svega 6 osoba (1998 T. Crowley) na sjeveru otoka Erromanga u Vanuatuu, Oceanija.
Zajedno s jezicima sie ili erromanga i ifo ili utaha, čini podskupinu erromanga. Njime se služe još jedino starije osobe.

## Vanjske poveznice
- Ethnologue (14th)
- Ethnologue (15th)